# Meksyk na Letnich Igrzyskach Olimpijskich 1988
Meksyk na Letnich Igrzyskach Olimpijskich 1988 reprezentowało 83 zawodników: 66 mężczyzn i 17 kobiet. Był to 16 start reprezentacji Meksyku na letnich igrzyskach olimpijskich.

## Zdobyte medale
| Medal | Zawodnik       | Dyscyplina    | Konkurencja         | Rezultat | Data        |
| ----- | -------------- | ------------- | ------------------- | -------- | ----------- |
| Brąz  | Jesús Mena     | Skoki do wody | Wieża 10 m          | 594,39   | 27 wrzesień |
| Brąz  | Mario González | Boks          | waga musza mężczyzn |          | 29 wrzesień |